# Валентин (узурпатор)
Валентин (на латински: Valentinus) е римски узурпатор против император Валентиниан I.
Произлиза от римската провинция Панония Валерия. През 368 г. е осъден на смърт, но по молба на зет му Максимин е помилван от император Валентиниан и изгонен в Римска Британия. Там Валентин събира други изгнаници и обмисля заговор, към който се присъединяват и тамошни командири на войски. Императорът изпраща своя magister equitum Теодосий, който потушава въстанието. Валентин и привържениците му са предадени на новия Dux Britanniarum Дулциций и екзекутирани.